# Налог солидарности
Нало́г солида́рности — налог, устанавливаемый государством некоторых стран с целью финансирования проектов, служащих в теории объединению или солидаризации страны. Как правило, такой налог начисляется на короткое время в дополнение к подоходному налогу физических лиц, частных предпринимателей и юридических лиц. Долговременное начисление солидарного налога в Германии рассматривалось как неконституционное.

## Германия
В Германии надбавка солидарности (нем. Solidaritätszuschlag) была впервые введена после объединения Германии. Целью надбавки было финансирование инфраструктурных проектов более бедных новых федеральных земель, ранее входивших в состав ГДР. Первоначально надбавка была введена сроком на один год (с 1 июля 1991 по 30 июня 1992 года) и составляла 7,5 % от суммы подлежащего к уплате подоходного налога (для физических лиц) и налога на прибыль (для юридических лиц). Позднее надбавка была отменена. Она была возрождена в 1995 году и просуществовала в таком же виде до 31 декабря 1997 года, после чего, с 1 января 1998 года, была понижена до 5,5 % и в этом виде существовала до 2021 года. В 2021 выли внесены изменения и от налога освободили около 90% налогоплательщиков.. Законность надбавки неоднократно оспаривалась, однако она была признана Федеральным финансовым судом Германии не противоречащей Конституции страны.

## Италия
В Италии налог солидарности (итал. Contributo di solidarietà) был впервые введён с 2012 года. Задачей налога называется сбалансирование пенсионной системы страны. Все физические лица, годовой доход-брутто которых превышает 300 000 евро, обязаны выплачивать 3%-ный налог с суммы, превышающей эту величину.

## Россия
В России налог солидарности никогда не вводился, однако несмотря на это, регулярно появлялись слухи о планах руководства страны по введению такого налога.
Весной 2014 года Министерство финансов Российской Федерации официально опровергало существование планов по введению специального налога для финансирования присоединения к России Крыма. Однако, уже к середине лета в ряде СМИ появились сообщение о том, что на своей ближайшей сессии Госдума планирует рассмотрение законопроекта о введении в России налога солидарности. По данным прессы, для людей с ежемесячным доходом более одного миллиона рублей, НДФЛ будет повышен с 13 % до 30 %.

## Франция
Во Франции налог солидарности на собственность (фр. Impôt de solidarité sur la fortune, ISF) выплачивается всеми гражданами и семейными парами, собственность которых на 1 января превышает 1,3 миллионов евро. Сумма налога варьируется в размере от 0,5 % до 1,5 % от стоимости собственности, превышающей 800 000 евро.

## Чехия
С 1 января 2013 года налог солидарности также был введён в Чехии. В этой стране он составляет 7 % для всех жителей страны, зарабатывающих более 100 000 чешских крон в месяц.